# Michel Larocque
Michel Raymond Larocque, född 6 april 1952, död 29 juli 1992, var en kanadensisk professionell ishockeymålvakt. Han tillbringade elva säsonger i den nordamerikanska ishockeyligan National Hockey League (NHL), där han spelade för ishockeyorganisationerna Montreal Canadiens, Toronto Maple Leafs, Philadelphia Flyers och St. Louis Blues. Han släppte in i genomsnitt 3,34 mål per match och hade 17 nollor (match utan insläppt mål) på 312 grundspelsmatcher. Larocque spelade också för Nova Scotia Voyageurs och Springfield Indians i American Hockey League (AHL); Peoria Rivermen i International Hockey League (IHL) och Ottawa 67's i Ontario Hockey Association (OHA-Jr.).
Han draftades av Montreal Canadiens i första rundan i 1972 års draft som sjätte spelare totalt.
Larocque vann fyra raka Stanley Cup med Montreal Canadiens för säsongerna 1975–1976, 1976–1977, 1977–1978 och 1978–1979. Han vann också fyra Vézina Trophy varav tre delades med Ken Dryden för säsongerna 1976–1977, 1977–1978 och 1978–1979 och den fjärde delades med Denis Herron och Richard Sévigny för säsongen 1980–1981.
Efter den aktiva spelarkarriären var Larocque general manager för Tigres de Victoriaville i Ligue de hockey junior majeur du Québec (LHJMQ) för säsongen 1989–1990.
År 1991 blev han utsedd till vice chef för just LHJMQ men avled den 29 juli 1992 på grund av en hjärntumör .